# К-1 (ракета-носител)
Вижте пояснителната страница за други значения на К-1.
К-1 е двустепенна многократно използваема ракета-носител разработвана от Rocketplane Kistler. Проектирана е да изпълнява разнообразни мисии, включващи извеждане на товари в ниска околоземна орбита (НЗО), извеждане на товари във високи орбити, демонстрационни полети за изпробване на технологии, изпълняване на снабдителни мисии и издигане на Международната космическа станция (МКС) в по-висока орбита при нужда.
През 2007 г. НАСА обявява, че спира субсидирането на проекта и съответно той е прекратен.